# ميك بول
ميك بول (بالإنجليزية: Mick Poole)‏ (23 أبريل 1955 - ) هو لاعب كرة قدم بريطاني في مركز حراسة المرمى. لعب مع نادي روتشديل وبورتلاند تيمبرز وDenver Dynamos ‏ وHouston Summit ‏ وبالتيمور بلاست ‏.